# Actinostemon concolor
Actinostemon concolor är en törelväxtart som först beskrevs av Spreng., och fick sitt nu gällande namn av Johannes Müller Argoviensis. Actinostemon concolor ingår i släktet Actinostemon och familjen törelväxter. Inga underarter finns listade i Catalogue of Life.